# Sköldpadd

1695 års psalmbok. Band av sköldpadd med gångjärn, spännen, hörnbeslag och mittkartuscher av gjutet silver.

Sköldpadd är det hornämne, som utgör beteckningen på sköldpaddornas ryggsköld. 
Sköldpadden nyttjades redan tidigt som prydnadsmaterial i österlandet och kom över Egypten till Rom, där man skattade den särdeles högt. Den bästa sköldpadden ficks av de ostindiska karettsköldpaddorna och utfördes huvudsakligen från Singapore. Sedan 1973 är all internationell handel med sköldpadd förbjuden enligt Washingtonkonventionen, när det inte handlar om antikviteter. Antikundantaget gäller föremål tillverkade före den 3 mars 1947. Sköldpadden, som till färgen är gul eller gulröd med svartbruna fläckar och strimmor, vann i värde, ju tätare och mera genomskinlig, ju färgstarkare och bättre tecknad den var. Den låter klyva sig och kan, upphettad, böjas eller sammanpressas efter behag. Hårdare och mera spröd än vanligt horn, fordrar den en försiktigare behandling, men förarbetas liksom detta medelst sågning, filning och polering. Den brukades till kammar, dosor, solfjädrar, knivskaft med mera. På grund av sitt höga pris eftergjordes den redan före förbudet på kemisk väg av horn, gelatinblad med mera. Genom betning med alkaliska blylösningar åstadkommer man även på simplare sköldpadd vackrare teckningar.